# ニボシ君の変態
『ニボシ君の変態』（ニボシくんのへんたい）は、ミッチェル田中による日本の漫画作品。『月刊少年チャンピオン』（秋田書店）にて、2013年2月号から2016年4月号まで連載された。意識を物質に移すことができる変態（メタモルフォーゼ）の能力を手にしてしまった主人公が巻き起こすお色気ラブコメディ。

## 登場人物
猫田 国星（ねこた くにぼし）
通称ニボシ。エッチなことばかり考えている中学2年生の男子。男子からは「エロ番長」と讃えられている。ある日しずくの持っていたペットボトルの水を飲み、様々なものに意識を移すことができる「変態」の能力を得る。エロに対して極めて貪欲で、変態した際は常に女子との接触を考えている。
夢野 しずく（ゆめの しずく）
ニボシのクラスメイトの美少女優等生。体操部に所属している。彼女の父親が作った薬をニボシが飲んだことで変態能力が発生した。能力の分析に知的興味を持っており、ニボシに協力を求めている。
小林 加奈（こばやし かな）
クラスメイトの女子。ツインテールで臆病な性格だったが、ニボシがビート板に変態することでカナズチを克服した。
三浦 綾（みうら あや）
サッカー部に所属している女子。勝ち気な性格で、サッカーも男子顔負けの上手さ。
佐伯 理緒（さえき りお）
しずくのクラスメイトの女子。しずくと同じ新体操部に所属する。
カレン・ミズハラ
ニボシたちの英語教師。アメリカ生まれで日本人とのハーフ。
藤田 ゆり（ふじた ゆり）
一見真面目な文学少女だが、実はパンクロックのファン。
青山 美那（あおやま みな）
オカルト研究会の唯一の部員。家は神社。
天童 雪乃（てんどう ゆきの）
家が金持ちのお嬢様。家柄を鼻にかけ、しずくをライバル視している。
猫田 沙織（ねこた さおり）
ニボシの姉。ファッション誌の読者モデルをしている。弟に対しては傍若無人に振る舞う。
鈴木 桃香（すずき ももか）
ニボシたちの理科教師。生徒に厳しく接するも、愛情に溢れている。

## 書誌情報
- ミッチェル田中 『ニボシ君の変態』 秋田書店〈少年チャンピオン・コミックス〉、全5巻
  1. 2013年9月6日発売 ISBN 978-4-253-21925-9
  2. 2014年5月8日発売 ISBN 978-4-253-21926-6
  3. 2015年1月8日発売 ISBN 978-4-253-21927-3
  4. 2015年9月8日発売 ISBN 978-4-253-21928-0
  5. 2016年4月8日発売 ISBN 978-4-253-21929-7